# Vasco da Gama (Sydafrika)
 For alternative betydninger, se Vasco da Gama (flertydig). (Se også artikler, som begynder med Vasco da Gama)
Vasco da Gama er en sydafrikansk fodboldklub i Kapstaden. Klubben spiller i den bedste sydafrikanske række, Premier Soccer League.
Klubben er opkaldt efter den brasilianske fodboldklub, CR Vasco da Gama.
| Fodbold | Spire Denne artikel om en fodboldklub er en spire som bør udbygges. Du er velkommen til at hjælpe Wikipedia ved at udvide den. |